# Irene Robledo
Irene Robledo García (Jocotepec; 05 de abril 1890 - † 08 de agosto de 1988), fue una educadora, humanista, trabajadora social, odontóloga y enfermera jaliscience. 
Fue profesora normalista, que junto a un grupo de intelectuales en 1925 refundó la Universidad de Guadalajara. También es reconocida por fundar la carrera de Contador Público, y el departamento de Trabajo Social de la UDG. 

## Biografía
Nació en Guadalajara como la tercera de los nueve hijos del matrimonio del licenciado Constancio Robledo Hernández y Concepción García Morales.
En 1905 ingresó a la Escuela Normal de Guadalajara y en 1911 cuando concluyó sus estudios de normal superior, empezó a trabajar como maestra particular. En 1914 fue directora de una escuela primaria, así como catedrática de la Normal. En 1919 directora de la Escuela Preparatoria para Señoritas. En 1920 estuvo a cargo de la Escuela Preparatoria y Normal para Señoritas. De 1921 a 1922 fue maestra de matemáticas en la Universidad Obrera y en 1925 una de las fundadoras de la UDG. En 1930 colaboró con sindicatos obreros. Después de ser clausurada en dos ocasiones, la universidad se reorganizó en 1936, con el nombre de Dirección de Estudios Superiores y volvió a tomar la dirección de la Escuela Normal, al mismo tiempo fungiendo como catedrática en la Facultad de Economía. Hacia 1937 colaboró en la fundación de la Asociación Cristiana Femenina donde en 1948 creó la primera escuela de trabajo social en Guadalajara. En 1950 fundó el Departamento de Trabajo Social dentro de la UDG y tres años más tarde con el apoyo del rector, ingeniero Jorge Matute Remus, la Escuela de Trabajo Social. En octubre de 1978 renunció como directora de la Escuela.
Se retiró de la docencia después de cumplir 64 años ininterrumpidos de fructífera labor educativa. Ofreció sus enseñanzas en la Facultad de Comercio y Administración, en la Facultad de Economía, en la Escuela Preparatoria y Normal para Señoritas, en la Escuela y Preparatoria Normal Mixta, en la Facultad de Odontología y en la Facultad de Trabajo Social.

## Legado
Irene Robledo, rompió con los estereotipos del género femenino de principios del Siglo XX al estudiar para ser maestra de normal superior, enfermera, médico homeópata, médico cirujano dentista y trabajadora social, estos últimos estudios los realizó en el extranjero porque no había en la localidad. Fue considerada como una profesora normalista que superó las limitaciones de su clase y lineamientos de género al insertarse en grupos con intereses intelectuales.
Participó en las primeras organizaciones obreras sindicales, dio origen a las secundarias nocturnas, instituyó los desayunos escolares, las cooperativas de normalistas y la cátedra en la Universidad Obrera. Participó activamente con el grupo de intelectuales que reunió el gobernador José Guadalupe Zuno para la reapertura de la Universidad de Guadalajara en 1925. La maestra Irene Robledo puso énfasis en la educación integral, en la participación de la mujer en carreras exclusivas para varones, en la instalación de la Escuela Politécnica y en dar a la cultura una proyección social basada en la libertad para ponerla al alcance de todos.

## Reconocimientos
Fue nombrada "Novia eterna de la Universidad de Guadalajara" por el rector de la Universidad de Guadalajara, Licenciado José Parres Arias en el discurso de entrega del doctorado honoris causa que en 1972 recibió de manos del presidente de México, licenciado Luis Echeverría Álvarez. Fue la única mujer distinguida con esta condecoración hasta 1993, en que se concedió a Rigoberta Menchú. 
Se enlistan, otros honores y preseas que recibió la maestra Irene:
• Presea fundadora de la Universidad de Guadalajara en (1955).
• Presea Año Internacional de la Mujer en (1975).
• Miembro distinguido por la comunidad tapatía, H. Ayto. de Guadalajara en (1979).
• Presea Asociación Médica de Jalisco, Presea Vida y Movimiento, DIF, y Personaje distinguido del año, por la Cámara Nacional de Comercio CANACO en (1982).
• Presea Ignacio Manuel Altamirano por 50 años de servicio

## Muerte y homenajes póstumos
Falleció el 8 de agosto de 1988 en Guadalajara. Sus restos permanecieron en el Panteón de Mezquitán por más de diez años y finalmente el 10 de octubre de 2000 fueron trasladados a la Rotonda de los Jaliscienses Ilustres. Es la primera mujer que descansa en la Rotonda de los Jaliscienses Ilustres, además de ser nombrada por el Congreso del Estado de Jaliscienses como “Benemérita en grado Heroico”.
La Universidad de Guadalajara, honrando la labor de la Doctora Irene, otorga una presea con el nombre de "Presea Irene Robledo" para los prestadores de servicio social, los académicos, trabajadores administrativos, los funcionarios y personajes universitarios, así como asociaciones civiles o instituciones que se hayan destacado con su participación, trayectoria o aportaciones al servicio social.
El 2 de abril del 2025 se realizó un homenaje, encabezado por la Rectora General de la UDG, Karla Planter Pérez; la Presidenta municipal de Guadalajara, Verónica Delgadillo; la vocera de Las Paritaristas, Priscila Cabaña Cordero, entre otras autoridades municipales y del Congreso del Estado.